# N881 (België)
De N881 is een gewestweg in Aarlen in de Belgische provincie Luxemburg. Deze weg doet dienst als omleidingsweg ten westen van het centrum van Aarlen. 
De totale lengte van de N881 bedraagt ongeveer 4 kilometer.

## N881a
De N881a is een verbindingsweg in Aarlen. De route verbindt de N881 met de N882 en gaat daarbij onder het viaduct van de N4 door. De totale lengte van de N881a bedraagt ongeveer 1 kilometer.